# Герб Бичківців
Герб Бичківців — офіційний символ села Бичківці, Чортківського району Тернопільської області, затверджений 4 вересня 2023 року рішенням сесії Чортківської міської ради.
Автори — А. Гречило та О. Лісниченко.

## Опис герба
Щит перетятий вигнуто, у верхньому синьому полі виходить срібний постамент із 4-раменним хрестом із конюшиноподібними завершеннями, у нижньому золотому стоїть чорний бик із повернутою анфас головою та срібними рогами і копитами.. 

## Зміст
Зображення бика є номінальним символом і вказує на назву поселення, а також на пов'язані з цим промисли годівлі бичків. Хрест на пагорбі підкреслює високу духовність мешканців та означає збережені тут придорожні хрести.